# Alopecosa restricta
Alopecosa restricta este o specie de păianjeni din genul Alopecosa, familia Lycosidae, descrisă de Mello-leitão, 1940. Conform Catalogue of Life specia Alopecosa restricta nu are subspecii cunoscute.